# Bisbat de Sulmona-Valva
El bisbat de Sulmona-Valva (italià: diocesi di Sulmona-Valva; llatí: Dioecesis Sulmonensis-Valvensis) és una seu de l'Església catòlica, sufragània de l'arquebisbat de l'Aquila, que pertany a la regió eclesiàstica Abruços-Molise. El 2013 tenia 81.058 batejats d'un total 82.618 habitants. Actualment està regida pel bisbe Angelo Spina.

## Territori
El territori diocesà està dividit en 76 parròquies que ocupen 49 municipi dels Abruços: 43 a la província de L'Aquila (valle Peligna), 4 a la província de Chieti (Gamberale, Palena, Pizzoferrato, Quadri), 2 a la província de Pescara (Popoli, Bussi sul Tirino).
Les parròquies estan agrupades en 5 foranies: de Sulmona, d'Introdacqua, de Castel di Sangro, de Corfinio i de Popoli.
La seu episcopal és la ciutat de Sulmona, on es troba la catedral de San Pàmfil; a Corfinio es troba la cocatedral de San Pelino.

## Història
La ciutat de Sulmona Valva (l'antiga Corfinium, capital dels pobles itàlics durant la guerra social, avui Corfinio) semblen seus episcopals com a mínim a partir dels segles V o VI. La tradició atribueix la fundació de la diòcesi de Valva a Sant Felicià, màrtir a Foligno al 249. Dos bisbes diferents, Gerunzio i Palladio, s'esmenten a l'època del Papa Símmac, al final del segle v.
Durant els primers segles les dues diòcesis sovint van ser unides in persona episcopi, fins al punt que Ferdinando Ughelli (1804) va informar el nombre de bisbes de totes dues seus en una sola cronologia. En una butlla del Papa Lleó IX al bisbe Domenico es van determinar els límits de les dues diòcesis, que havien de tenir un sol bisbe, elegits pels dos capítols. La unió es va convertir en estable des del segle xiii i va ser confirmat per la butlla De utiliori de 27 de juny de 1818, amb la reforma de les diòcesis del centre d'Itàlia i va seguir el concordat entre el Papa Pius VII i Ferran I de Borbó.
Després del Concili Vaticà II, amb la butlla Cum Cognitum de 15 d'agost de 1972, el Papa Pau VI va ordenar que la diòcesi de Valva i Sulmona, llavors immediatament subjecta a la Santa Seu, fos sufragània de l'arxidiòcesi de l'Aquila, paral·lelament promoguda al rang de seu metropolitana.
Amb el decret Instantibus votis del 30 de setembre de 1986, la Congregació per als Bisbes va establir la unió plena de la diòcesi de Valva i Sulmona a la nova circumscripció eclesiàstica de Sulmona-Valva.
El 4 de juliol de 2010, la diòcesi va acollir el Papa Benet XVI, en visita pastoral a Sulmona.

## Cronologia episcopal
- Gerunzio † (citat el 494/495) (bisbe de Valva)
- Palladio † (citat el 499) (bisbe de Sulmona)
- Fortunato ? † (citat el 502) (bisbe de Valva)[1]
- San Panfilo † (682)
- Gradesco † (citat el 701)
- Vedeperto † (citat el 775)
- Ravenno † (citat el 840)
- Arnoldo † (citat el 843)
- Opitarmo † (citat el 880)
- Grimoaldo † (citat el 968)
- Teodolfo † (citat el 1010)
- Transarico † (citat el 1030)
- Suavillo † (citat el 1042)
- Domenico, O.S.B. † (1053 - 1073)
- Trasmondo † (1073 - 1080 renuncià)
- Giovanni † (1092 - 1104)
- Gualterio † (1104 - 1124)
- Oddone † (1130 - 1140)
- Giraldo † (1143 - 1146)
- Siginolfo † (1146 - 1168 mort)
- Odorisio † (1172 - 1193)[2]
- Guglielmo † (1194 - 1206 mort)
- Oddone † (1206 - 6 de maig de 1226)
  - Berardo † (1226 - 1227) (bisbe electe)
- Nicola † (1227 - 1247)
- Gualtiero di Ocra † (3 d'octubre de ? 1247 - 1249)
- Giacomo, O.Cist. † (1249 - 1251 ? mort)
- Giacomo, O.P. † (10 d'abril de 1252 - 1263 mort)[3]
- Giacomo d'Orvieto, O.P. † (6 de març de 1263 - finals de 1273)
- Egidio di Liegi, O.F.M. † (25 de febrer de 1279 - 1290 renuncià)
- Guglielmo, O.S.B. † (28 d'agost de 1291 - ?)
  - Pietro de L'Aquila, O.S.B. † (1294 - 18 de setembre de 1294 renuncià) (bisbe electe)
- Federico Raimondo de Letto † (30 de març de 1295 - 1307 mort)
- Landolfo I † (4 de juny de 1307 - 1319 mort)
- Andrea Capograssi † (25 de maig de 1319 - 1330 mort)
- Pietro di Anversa, O.F.M. † (4 de maig de 1330 - 1333 mort)
- Nicolò Di Pietro Rainaldi † (30 d'octubre de 1333 - 1343 mort)
- Francesco di Sangro † (12 de febrer de 1343 - 1348 mort)
- Landolfo II † (2 de juliol de 1348 - 1349 mort)
- Francesco de Silanis, O.F.M. † (17 de gener de 1350 - ? mort)
- Martino de Martinis † (14 d'abril de 1368 - ? mort)
  - Roberto de Illice † (18 d'abril de 1379 - 2 de juliol de 1382 nomenat arquebisbe de Salern) (antibisbe)
- Paolo de Letto † (vers 1379 - ?)
  - Nicola de Cervario, O.F.M. † (2 de juliol de 1382 - 4 de juny de 1397 nomenat bisbe de Digne) (antibisbe)
- Bartolomeo Gaspare † (1384 - ?)
- Bartolomeo Petrini † (1402 - 1419 mort)
- Lotto Sardi † (6 de març de 1420 - 21 de maig de 1427 nomenat bisbe de Spoleto)
- Benedetto Guidalotti † (21 de maig de 1427 - 29 d'octubre de 1427 nomenat bisbe de Teramo)
- Bartolomeo Vinci † (29 d'octubre de 1427 - de desembre de 1442 mort)
- Francesco de Oliveto, O.S.B. † (12 d'agost de 1443 - 14 de juny de 1447 nomenat bisbe de Rapolla)
- Pietro d'Aristotile † (14 de juny de 1447 - 1448 mort)
- Donato Bottino, O.E.S.A. † (4 de setembre de 1448 - 1463 mort)
- Bartolomeo Scala, O.P. † (3 d'octubre de 1463 - 1491 mort)
- Giovanni Melini Gagliardi † (7 de novembre de 1491 - 1499 mort)
- Giovanni Acuti † (1499 - 1512 mort)
  - Andrea della Valle † (1512 - 1512 renuncià) (administrador apostòlic)
- Prospero de Rusticis † (3 de març de 1512[4] - 1514 renuncià)
- Giovanni Battista Cavicchio † (28 de juliol de 1514 - 1519 mort)
  - Andrea della Valle † (26 d'octubre de 1519 - 1521 renuncià) (administrador apostòlic)
  - Alessandro Farnese † (1521 - 1521 renuncià) posteriorment elegit papa amb el nom de Pau III (administrador apostòlic)
- Cristoforo de los Rios † (18 de juny de 1521 - 1523)
- Orazio della Valle † (17 de juliol de 1523 - 1528)
- Francesco di Lerma † (14 d'agost de 1528 - ?)
- Bernardo Cavalieri delle Milizie † (3 de setembre de 1529 - 1532 mort)
- Bernardino Fumarelli † (13 de novembre de 1532 - 5 de juny de 1547 mort)
- Pompeo Zambeccari † (1 de juliol de 1547 - 8 d'agost de 1571 mort)
- Vincenzo Donzelli, O.P. † (24 de setembre de 1571 - 1585 mort)
- Francesco Caruso, O.F.M.Conv. † (13 de març de o 13 de maig de 1585 - 4 de setembre de 1593 mort)
- Cesare Del Pezzo † (24 de novembre de 1593 - 23 d'abril de 1621 mort)
- Francesco Cavalieri † (21 de juliol de 1621 - 4 de setembre de 1637 mort)
- Francesco Boccapaduli † (13 de setembre de 1638 - 6 de maig de 1647 nomenat bisbe de Città di Castello)
- Alessandro Masi † (27 de maig de 1647 - 12 de setembre de 1648 mort)
- Francesco Carducci † (22 de març de 1649 - 5 de novembre de 1654 mort)
- Gregorio Carducci † (14 de juny de 1655 - 15 de gener de 1701 mort)
- Bonaventura Martinelli † (21 de novembre de 1701 - d'agost de 1715 mort)
- Francesco Onofrio Odierna † (4 de gener de 1717 - 17 de març de 1727 renuncià)
- Matteo Odierna, O.S.B.Oliv. † (17 de març de 1727 - de juny de 1735 mort)
- Pietro Antonio Corsignani † (23 de juliol de 1738 - 17 d'octubre de 1751 mort)
- Carlo De Ciocchis † (24 de gener de 1752 - 10 de setembre de 1762 renuncià)
- Filippo Paini † (22 de novembre de 1762 - 1799 mort)
  - Sede vacante (1799-1818)
- Felice Tiberi, C.O. † (6 d'abril de 1818 - 22 d'abril de 1829 mort)
- Giuseppe Maria Deletto † (27 de juliol de 1829 - 10 de novembre de 1839 mort)
- Mario Mirone † (27 d'abril de 1840 - 27 de juny de 1853 nomenat bisbe de Noto)
- Giovanni Sabatini † (27 de juny de 1853 - 10 de març de 1861 mort)
  - Sede vacante (1861-1871)
- Tobia Patroni † (22 de desembre de 1871 - 20 d'agost de 1906 mort)
- Nicola Jezzoni † (6 de desembre de 1906 - 18 de juliol de 1936 jubilat)
- Luciano Marcante † (14 de març de 1937 - 29 de gener de 1972 jubilat)
- Francesco Amadio † (29 de gener de 1972 - 14 de maig de 1980 nomenat bisbe de Rieti)
- Salvatore Delogu † (8 de gener de 1981 - 25 de maig de 1985 renuncià)
- Giuseppe Di Falco (25 de maig de 1985 - 3 d'abril de 2007 jubilat)
- Angelo Spina, des del 3 d'abril de 2007

## Estadístiques
A finals del 2010, la diòcesi tenia 81.058 batejats sobre una població de 82.618 persones, equivalent 98,1% del total.
| any  | població | població | població | sacerdots | sacerdots       | sacerdots       | sacerdots             | diaques | religiosos | religiosos | parroquies |
| ---- | -------- | -------- | -------- | --------- | --------------- | --------------- | --------------------- | ------- | ---------- | ---------- | ---------- |
| any  | batejats | total    | %        | total     | clergat secular | clergat regular | batejats por sacerdot | diaques | homes      | dones      |            |
| 1950 | 122.000  | 122.138  | 99,9     | 147       | 105             | 42              | 829                   |         | 16         | 112        | 62         |
| 1969 | 116.000  | 116.250  | 99,8     | 121       | 78              | 43              | 958                   |         | 48         | 177        | 57         |
| 1980 | 90.000   | 91.052   | 98,8     | 124       | 77              | 47              | 725                   |         | 52         | 177        | 78         |
| 1990 | 84.300   | 84.800   | 99,4     | 104       | 63              | 41              | 810                   |         | 47         | 133        | 76         |
| 1999 | 82.828   | 83.562   | 99,1     | 89        | 58              | 31              | 930                   |         | 34         | 133        | 76         |
| 2000 | 81.076   | 82.834   | 97,9     | 92        | 62              | 30              | 881                   | 1       | 31         | 116        | 76         |
| 2001 | 80.839   | 81.555   | 99,1     | 94        | 62              | 32              | 859                   | 1       | 33         | 116        | 76         |
| 2002 | 80.129   | 81.126   | 98,8     | 92        | 59              | 33              | 870                   | 1       | 35         | 112        | 76         |
| 2003 | 80.421   | 81.488   | 98,7     | 86        | 58              | 28              | 935                   | 1       | 31         | 114        | 76         |
| 2004 | 79.508   | 80.716   | 98,5     | 103       | 60              | 43              | 771                   | 1       | 44         | 101        | 76         |
| 2010 | 81.058   | 82.618   | 98,1     | 72        | 50              | 22              | 1.125                 | 4       | 23         | 92         | 76         |